# 水没泳法
水没泳法（すいぼつえいほう）とは、日本人の競泳選手であった高橋繁浩と恩師の鶴峯治が二人三脚で完成させた平泳ぎの泳法の一つであり、その呼称である。現在、平泳ぎの主流となりつつある頭部が水没するフラット泳法と呼ばれる泳ぎの原型はこの水没泳法であると言える。また、最新のフラット泳法と旧式のフラット泳法の比較がなされることがあるが、旧式のフラット泳法とは、1970年代まで主流だったフォーマルブレストのことであり、ここでいう水没泳法とは異なるものである。

## 解説
重力に逆らわず水中でストリームライン（グライド姿勢）を取ることで水の抵抗を減らそうと考案されたもので、1ストロークごとに、水面下に頭部が完全に沈み、ストローク数の少ない大きな泳ぎになるという特徴がある。水没泳法には極めて高度な技術が要求された。
一時期、潜水泳法を禁止した国際水泳連盟（現：世界水泳連盟）によるルールの解釈で泳法違反にあたるとされていたが、欧米でウェーブ泳法が開発されたことにより、1987年に国際ルールも改正・緩和されて、水没も認められるようになった経緯がある。
しかし、その後は、ウェーブ泳法が平泳ぎの主流になった。頭部が水没するという類似性はあるものの、重力に逆らい水上に上体を大きく出すこと（これがウェーブ泳法特有の「うねり」と言われる動作）で水の抵抗を減らそうと考案されたウェーブ泳法と水没泳法は極めて対照的である。